# 瀬高バスストップ
瀬高バスストップ （せたかバスストップ）とは福岡県みやま市瀬高町小田の九州自動車道にある高速バス停である。

## 利用可能なバス路線
| 路線愛称   | 運行会社                | 下り線側方面           | 上り線側方面     |
| ---------- | ----------------------- | ---------------------- | ---------------- |
| ひのくに号 | 西日本鉄道 九州産交バス | 熊本（西合志・桜町BT） | 筑紫野・福岡空港 |

## 隣のバス停
（福岡・北九州方面）八女インターチェンジ - 瀬高 - 山川（熊本方面）